# Darker than darkness -style 93-
darker than darkness -style 93- è il settimo album in studio del gruppo musicale giapponese Buck-Tick, pubblicato nel 1993.

## Tracce
1. Kirameki no naka de... (キラメキの中で...) – 4:41
2. Deep Slow – 4:32
3. Yūwaku (誘惑) – 5:58
4. Ao no sekai (青の世界) – 4:57
5. Kamikaze (神風) – 4:45
6. Zero – 4:05
7. Dress (ドレス) – 6:22
8. Lion – 4:31
9. Madman Blues -Minashigo no Yūutsu- (Madman Blues -ミナシ児ノ憂鬱-) – 5:12
10. die – 4:34
11. D.T.D (Hidden Track) – 6:42

## Formazione
- Atsushi Sakurai - voce
- Hisashi Imai - chitarra, cori, voce
- Hidehiko Hoshino - chitarra, cori, tastiera, sintetizzatore, piano
- Yutaka Higuchi - basso
- Toll Yagami - batteria, percussioni